# Lifestyle (marketing)

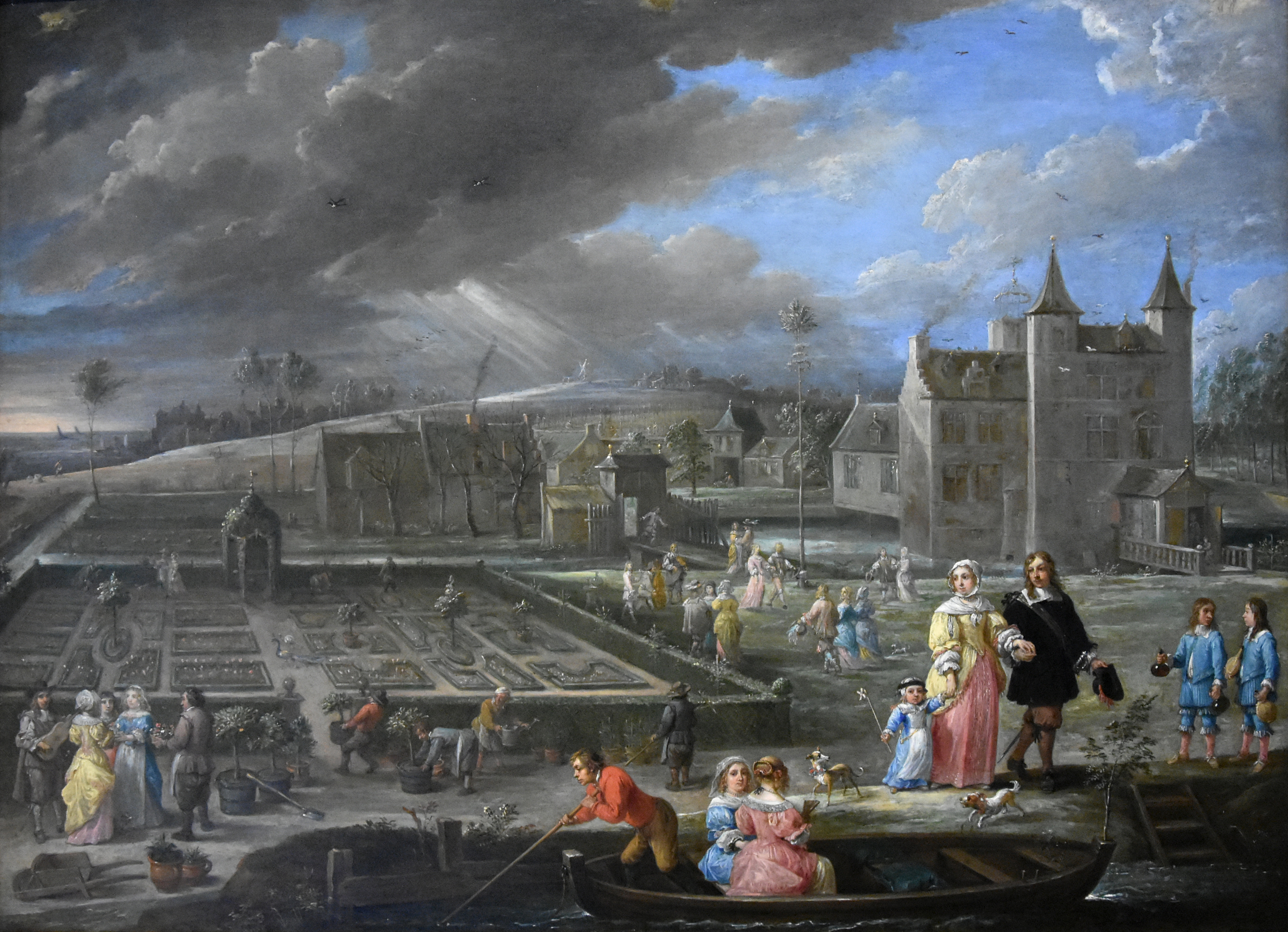
Lifestyle in de 17e eeuw (zie tekst artikel De vier jaargetijden: lente)

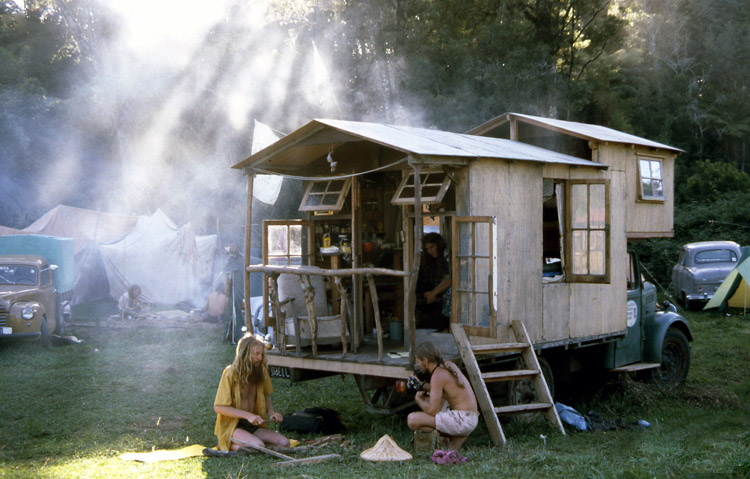
Alternatieve levensstijl 1981 (Nambassa, Nieuw-Zeeland)

De marketingterm lifestyle is ontleend aan het Engels. In het Engels betekent het simpelweg de kenmerkende manier van leven van een individu, groep of (sub)cultuur. In die neutrale betekenis vertaalt men het in het Nederlands doorgaans met levensstijl of levenswijze.
Hoewel het neutrale Engelse begrip lifestyle is geannexeerd als marketingterm voor marktsegmentering op grond van consumentengedrag, is er een ook omgekeerde beweging waarbij consumenten een bepaalde lifestyle aannemen om bij een bepaalde groep te horen. In dit verband hangt het begrip samen met de term imago of image: hoe wil men overkomen. Lifestyle of levensstijl betreft dus vooral uiterlijkheden, maar het is onder de steeds zwaarder wordende druk van de markt en de commercie, en het gebrek aan goed taalonderwijs in hoog tempo het oorspronkelijke begrip levenswijze aan het verdringen.
De uiterlijk waarneembare manier van leven van mensen, datgene wat duidelijk waarneembaar is voor anderen, kan diep verankerd zijn in een onderliggende religie of een andere ideologie of levensbeschouwing; men spreekt dan eerder van levenswijze dan van leef- of levensstijl. Levensstijl, lifestyle suggereert een oppervlakkiger subcultuur waar men makkelijk door uiterlijk gedrag en kleding bij kan horen: een werkomgeving, woonomgeving, een vrijetijdsbesteding. Voor mensen die (nog) niet weten 'wie' of hoe ze willen zijn of leven, of mensen die onzeker zijn over hun 'identiteit', hebben marketeers en reclamemensen allerlei producten en merken bedacht waarmee een lifestyle 'gecreëerd' ofwel nagedaan kan worden; stijltjes gebaseerd op glamour, speciale tv-programma's, roddelbladen en modetrends die een bepaalde - hippe, protesterende, machtige, stoere, sexy enzovoort - indruk wekken. Het gaat dus bij lifestyle om uiterlijk, om 'markten', om 'niches', kortom: commercie.
Uiteindelijk wordt, bijvoorbeeld door reclame of sponsoring, geprobeerd om bepaalde producten te verbinden, te associëren met een bepaalde lifestyle: bepaalde merken (sigaretten, drankjes, parfums) die bij een 'jonge' en 'zelfverzekerde' lifestyle zouden passen, of campers en stationwagens die juist ideaal zijn voor mensen die een 'actief' gezinsleven ambiëren. Ook bepaalde tv-zenders en omroeporganisaties associëren zich graag met een bepaalde lifestyle zoals MTV als zender voor jeugdige licht 'rebellerende' personen. Het vroegere Veronica is beroemd om zijn Je bent jong en je wilt wat!.
Bedrijven en producenten die hun marketing op een specifieke doelgroep met een bepaalde lifestyle richten, kunnen hiervan sterk profiteren doordat ze voorzien in een vermeende 'behoefte' die bij een bepaalde uiterlijke stijl van leven hoort. Of ze kunnen de producten of diensten door de gevoelsmatige koppeling aan een gewenste lifestyle juist gekocht worden door personen die daar bij willen horen.
Sommige 'doelgroepen' zijn gevoeliger voor hebbedingen en lifestyle-spullen dan andere. Belangrijke 'doelgroepen' (=toekomstige afnemers) worden gezocht onder jonge mensen die vaak nog onzeker en makkelijk beïnvloedbaar zijn, en door koopkrachtige parvenu's of nouveaux riches die weliswaar de financiële middelen hebben, maar vooral ook toegang zoeken tot een nieuwe, hogere, sociale klasse: de zogeheten luxury marketing.